# Кубок Молдови з футболу 2010—2011
Кубок Молдови з футболу 2010–2011 — 20-й розіграш кубкового футбольного турніру в Молдові. Титул вперше здобула Іскра-Сталь.

## Календар
| Раунд                   | Дата                    | Матчі | Клуби   |
| ----------------------- | ----------------------- | ----- | ------- |
| Перший попередній раунд | 28 серпня 2010          | 13    | 53 → 40 |
| Другий попередній раунд | 4 вересня 2010          | 6     | 40 → 34 |
| Перший раунд            | 15 вересня 2010         | 10    | 34 → 24 |
| Другий раунд            | 22 вересня 2010         | 8     | 24 → 16 |
| 1/8 фіналу              | 27-28 жовтня 2010       | 8     | 16 → 8  |
| 1/4 фіналу              | 10/24 листопада 2010    | 8     | 8 → 4   |
| 1/2 фіналу              | 20 квітня/4 травня 2011 | 4     | 4 → 2   |
| Фінал                   | 26 травня 2011          | 1     | 2 → 1   |

## Перший раунд
| Команда 1       | Рахунок | Команда 2               |
| --------------- | ------- | ----------------------- |
| 15 вересня 2010 |         |                         |
| Вікторія (3)    | 2:3     | Інтерспорт-Арома (2)    |
| Саксан (3)      | 2:3     | Кагул-2005 (2)          |
| Аліфомікс (3)   | 0:3     | ЦСЦА-Буюцані (2)        |
| Тракія (3)      | 1:4     | Сперанца (2)            |
| Ізвораш-67 (3)  | 3:0     | Динамо-Авто (2)         |
| Орхей Стар (3)  | 2:3     | Лілкора (2)             |
| Дрокія (3)      | 0:1     | Локомотива (Бєльці) (2) |
| Дава (3)        | 1:5     | Урсідос (2)             |
| Флакера (3)     | 2:5     | Міпан-Воран (2)         |
| Віїшоара (3)    | 2:1     | Олімп (Унгені) (2)      |

## Другий раунд
| Команда 1               | Рахунок      | Команда 2       |
| ----------------------- | ------------ | --------------- |
| 22 вересня 2010         |              |                 |
| Віїшоара (3)            | 0:6          | Костулень       |
| Міпан-Воран (2)         | 0:5          | Тирасполь       |
| Урсідос (2)             | 2:0          | Динамо-Авто (2) |
| Локомотива (Бєльці) (2) | 0:1          | Лілкора (2)     |
| Ізвораш-67 (3)          | 4:1          | Сперанца (2)    |
| ЦСЦА-Буюцані (2)        | 0:3          | Сфинтул Георге  |
| Кагул-2005 (2)          | 0:0 пен. 5:4 | Гагаузія        |
| Інтерспорт-Арома (2)    | 0:2          | Ністру          |

## 1/8 фіналу
| Команда 1      | Рахунок      | Команда 2      |
| -------------- | ------------ | -------------- |
| 27 жовтня 2010 |              |                |
| Тирасполь      | 1:1 пен. 5:4 | Мілсамі        |
| Лілкора (2)    | 0:3          | ЦСКА-Рапід     |
| Ізвораш-67 (3) | 0:4          | Академія UTM   |
| Олімпія        | 1:0          | Сфинтул Георге |
| Кагул-2005 (2) | 1:1 пен. 9:8 | Зімбру         |
| Ністру         | 1:4          | Дачія          |
| 28 жовтня 2010 |              |                |
| Шериф          | 3:0          | Костулень      |
| Урсідос (2)    | 0:1          | Іскра-Сталь    |

## 1/4 фіналу
| Команда 1            | Заг. | Команда 2    | 1-й матч | 2-й матч |
| -------------------- | ---- | ------------ | -------- | -------- |
| 10/24 листопада 2010 |      |              |          |          |
| Іскра-Сталь          | 3:1  | ЦСКА-Рапід   | 1:1      | 2:0      |
| Тирасполь            | 2:5  | Шериф        | 2:3      | 0:2      |
| Олімпія              | 3:0  | Академія UTM | 2:0      | 1:0      |
| Кагул-2005 (2)       | 0:7  | Дачія        | 0:0      | 0:7      |

## 1/2 фіналу
| Команда 1               | Заг. | Команда 2   | 1-й матч | 2-й матч |
| ----------------------- | ---- | ----------- | -------- | -------- |
| 20 квітня/4 травня 2011 |      |             |          |          |
| Дачія                   | 1:3  | Олімпія     | 0:1      | 1:2      |
| Шериф                   | 1:3  | Іскра-Сталь | 1:0      | 0:3      |

## Фінал
| 26 травня 2011 19:00 (EEST) |

| Іскра-Сталь              | 2:1      | Олімпія        |
| ------------------------ | -------- | -------------- |
| Сучу 11' Городецький 25' | Протокол | Овсянников 22' |

| Зімбру, Кишинів Арбітр: Віктор Гечю |